# Harcèlement (film)
Pour les articles homonymes, voir Harcèlement (homonymie).
Pour plus de détails, voir Fiche technique et Distribution.
Harcèlement (Disclosure) est un film américain réalisé par Barry Levinson et sorti en 1994. Il est adapté du roman du même nom de Michael Crichton paru la même année.

## Synopsis
Cadre dans une firme spécialisée en réalité virtuelle, un père de famille est accusé par sa patronne de harcèlement sexuel. Il réussit à se disculper, mais l'affaire rebondit lorsqu'il découvre que l'accusation visait à masquer d'importantes manipulations techniques dans la firme.

## Fiche technique
Sauf indication contraire, les informations mentionnées dans cette section peuvent être confirmées par la base de données cinématographiques IMDb,  présente dans la section « Liens externes ».
- Titre original : Disclosure
- Titre français : Harcèlement
- Réalisation : Barry Levinson
- Scénario : Paul Attanasio, d’après le roman du même nom de Michael Crichton
- Musique : Ennio Morricone
- Direction artistique : Charles Breen et Richard Toyon
- Décors : Neil Spisak (de)
- Costumes : Gloria Gresham
- Décorateur de plateau : Gareth Lewis
- Photographie : Tony Pierce-Roberts
- Montage : Stu Linder
- Producteurs : Michael Crichton et Barry Levinson
- Sociétés de production : Warner Bros., Baltimore Pictures et Constant c Productions
- Distribution : Warner Bros.
- Pays de production  États-Unis
- Langue originale : anglais
- Format : Couleur (Technicolor) - 2.35:1 - Dolby Digital
- Genre : drame, thriller
- Durée : 128 minutes
- Dates de sortie[1] : 
  - États-Unis : 9 décembre 1994
  - France : 8 février 1995

## Distribution
- Michael Douglas (VF : Sylvain Lemarié ; VQ : Marc Bellier) : Tom Sanders
- Demi Moore (VF : Francine Laffineuse ; VQ : Élise Bertrand) : Meredith Johnson
- Donald Sutherland (VF : Léon Dony ; VQ : Ronald France) : Bob Garvin
- Caroline Goodall (VQ : Huguette Gervais) : Susan Sanders
- Roma Maffia (VF : Maïk Darah ; VQ : Marie-Andrée Corneille) : Catherine Alvarez
- Dylan Baker (VF : Jérôme Keen ; VQ : Pierre Auger) : Philip Blackburn
- Rosemary Forsyth (VF : Ginette Pigeon) : Stephanie Kaplan
- Dennis Miller (VQ : Alain Zouvi) : Mark Lewyn
- Suzie Plakson (VF : Hélène Chanson) : Mary Anne Hunter
- Nicholas Sadler (en) (VF : Chris Bénard ; VQ : Jacques Lussier) : Don Cherry
- Jacqueline Kim (en) (VQ : Natalie Hamel-Roy) : Cindy Chang
- Allan Rich : Ben Heller

## Production

### Genèse, développement et attribution des rôles
Harcèlement est à l'origine un roman écrit par Michael Crichton, publié en 1994. L'auteur vend les droits d'adaptation cinématographie du roman à 1 million de dollars avant qu'il ne soit publié. L'adaptation est confié au scénariste Paul Attanasio, créateur de la série Homicide et — plus tard — de la série Dr House. Miloš Forman est associé au projet pour le réaliser, mais se retire en raison de divergences créatives avec l'auteur du roman. C'est finalement Barry Levinson, en lice avec Alan J. Pakula parmi les prétendants, qui est choisi pour mettre en scène le long-métrage.
Le rôle principal masculin est confié à Michael Douglas, qui avait déjà joué dans un film réalisé par Crichton, Morts suspectes, dix-sept ans auparavant. Harcelement est dans la continuité de rôles incarnés par Douglas dans Liaison fatale et Basic Instinct : en effet, Douglas n'a jamais caché son addiction au sexe, au point que celle-ci a souvent été l'objet de scandales ou de railleries et à l'écran, l'acteur aime également le contact charnel avec des personnages féminins manipulateurs, comme c'est le cas dans ces trois films. Pour jouer le personnage de la sulfureuse Meredith Johnson, Annette Bening est approchée, mais renonce car étant enceinte de Warren Beatty, puis les noms de Geena Davis et Michelle Pfeiffer sont évoquées avant que Demi Moore n'obtienne le rôle. Bien que Moore prenne le dessus sur Douglas dans le film, il en est tout autrement au sujet des salaires, puisque Douglas a touché 12 millions de $, alors que Moore a obtenu un cachet de 5 millions.
Crichton a écrit le personnage de Mark Lewyn spécifiquement avec Dennis Miller à l'esprit pour le film. Le personnage du livre a été quelque peu modifié pour le scénario en fonction de la personnalité de Miller. Le rôle de l'épouse du personnage joué par Douglas, incarnée par Caroline Goodall, est renforcée quand elle s'est engagée sur le film, alors que dans le roman, le personnage disparaissait dans la majorité de la dernière partie de l'histoire. Donald Sutherland, qui joue le président de DigiCom, avait, tout comme Douglas, joué dans un film réalisé par Crichton, La Grande attaque du train d'or.

### Tournage
Le tournage se déroule du 22 mai au 6 août 1994, essentiellement à Seattle, dans l’État de Washington, et ses environs, notamment à Bainbridge Island. Vers la fin du tournage, Caroline Goodall glisse sur un déversement d'eau chez elle et se casse l'épaule, finissant de tourner ses scènes en prenant des analgésiques et enlevant son bandage.

## Sortie et accueil

### Critique
Le film obtient un accueil critique mitigé, obtenant 59 % d'opinions favorables sur le site Rotten Tomatoes, sur la base de 58 critiques et une moyenne de 6⁄10.

### Box-office
Harcèlement prend rapidement la première place du box-office américain avec 10 068 126 $ de recettes le week-end de sa sortie, dans une combinaison de 1 675 salles et une moyenne de 6 010 $ par salles. Le film se maintient durant les quatre semaines suivantes tout en étant diffusé jusque dans 2 168 salles. Il finit son exploitation à 83 015 089 $, soit 19 457 400 entrées, ce qui en fait un certain succès commercial au vu de son budget de production (55 millions de $). À l'international, le long-métrage rapporte 131 000 000 $, portant le total des recettes mondiales à 214 015 089 $. Il est à ce jour à la troisième place des meilleures recettes au box-office américain dans la carrière de Barry Levinson, derrière Rain Man et Good Morning, Vietnam et à la seconde place des meilleures recettes au box-office mondial derrière Rain Man.

### Polémique
En France, l'affiche du film largement équivoque a engendré une polémique. Pour certaines associations comme Familles de France, il s’agissait d'un « appel à la sexualité à tous les coins de rue ». Finalement, le film a terminé sa carrière dans les salles françaises avec une affiche différente et plus soft.